# Margon (Eure-et-Loir)
Margon is een plaats en voormalige gemeente in het Franse departement Eure-et-Loir in de regio Centre-Val de Loire en telt 1225 inwoners (1999).De plaats maakt deel uit van het arrondissement Nogent-le-Rotrou.

## Geschiedenis
Margon is op 1 januari 2019 gefuseerd met de gemeenten Brunelles en Coudreceau tot de gemeente Arcisses. 

## Geografie
De oppervlakte van Margon bedraagt 12,1 km², de bevolkingsdichtheid is 101,2 inwoners per km².
De onderstaande kaart toont de ligging van Margon (Eure-et-Loir) met de belangrijkste infrastructuur en aangrenzende gemeenten.

## Demografie
Onderstaande figuur toont het verloop van het inwonertal (bron: INSEE-tellingen).